# Лачуга, Юрий Фёдорович
Ю́рий Фёдорович Лачу́га (род. 8 мая 1942, с. Советка Родионо-Несветайского р-на Ростовской обл.) — российский учёный, доктор технических наук (2001), профессор (1990), академик РАСХН (2005), академик РАН (2013). Специалист в области технологий и средств механизации сельского хозяйства.

## Биография
Окончил Ростовский институт сельскохозяйственного машиностроения (1965). Работал старшим инженером Подольской машиноиспытательной станции (1967—1968). Аспирант Всесоюзного института механизации сельского хозяйства (1968—1969), затем МИИСП им. В. П. Горячкина (1969—1971). Младший научный сотрудник (1971), ассистент (1971—1977), доцент (1977—1979), проректор по учебной работе (1979—1988), заведующий кафедрой теоретической механики и теории механизмов и машин (1988—1990, 1992—1996) МИИСП. Заместитель начальника Главка вузов при Госкомиссии СМ СССР по продовольствию и закупкам (1990—1992), начальник Департамента кадровой политики и образования Минсельхоза России (1996—2003). Академик-секретарь Отделения механизации, электрификации и автоматизации (2003), вице-президент РАСХН (2003—2013).

## Основные работы
- Динамика с примерами из сельскохозяйственного производства: учеб. пособие. — М., 1983. — 87 с.
- Концепция кадрового обеспечения АПК в условиях становления и функционирования рыночной экономики / соавт.: И. К. Бухтояров и др.; Рос. НИИ по социал. и кадровым пробл. АПК. — М., 1993. — 68 с.
- Основы теории мобильных сельскохозяйственных агрегатов / соавт.: В. А. Самсонов и др. — М.: Колос, 2000. — [120] с.
- Теоретическая механика: учеб. для студентов вузов агроинженер. спец. / соавт. В. А. Ксендзов. — М.: Колос, 2000. — 575 с.
- Прикладная математика: учеб. пособие для студентов и аспирантов вузов агроинженер. спец. / соавт. В. А. Самсонов и др. — М.: Колос, 2001. — 280 с.